# Columna de la Constitució de 1869
La Columna de la Constitució de 1869 és una escultura a l'aire lliure del municipi de Girona que forma part de l'Inventari del Patrimoni Arquitectònic de Catalunya.
És una columna exempta d'ordre dòric sobre basa paral·lelepipèdica i que descansa sobre una plataforma i esglaó. Al mig del fust acanalat porta una làpida amb la inscripció: 6 DE JUNIO DE 1869.
Inicialment era per la plaça de la Independència. Es traslladà al fons de la plaça de l'Hospital, on hi havia els carrers Pavo i Canaders. Vers els 50 es traslladà al lloc actual.